# Mohanad Ali
Mohanad Ali (en árabe: مهند علي‎; Bagdad, 20 de junio de 2000) es un futbolista iraquí que juega en la demarcación de delantero para el Dibba F. C. de la UAE Pro League.

## Selección nacional
Tras jugar con la selección de fútbol sub-14 de Irak y en la sub-16, finalmente debutó con la selección absoluta el 17 de diciembre de 2017. Lo hizo en un partido amistoso contra los Emiratos Árabes Unidos que finalizó con un resultado de 1-0 a favor del combinado emiratí tras el gol de Ahmed Malallah. Además jugó un partido de la Copa de Naciones del Golfo de 2017.

### Goles internacionales
| # | Fecha                    | Estadio                                  | Oponente       | Gol | Resultado | Competición |
| - | ------------------------ | ---------------------------------------- | -------------- | --- | --------- | ----------- |
| 1 | 28 de febrero de 2018    | Basra Sports City, Basora                | Arabia Saudita | 3–0 | 4–1       | Amistoso    |
| 2 | 28 de febrero de 2018    | Basra Sports City, Basora                | Arabia Saudita | 4–1 | 4–1       | Amistoso    |
| 3 | 27 de marzo de 2018      | Basra Sports City, Basora                | Siria          | 1–0 | 1–1       | Amistoso    |
| 4 | 10 de septiembre de 2018 | Estadio Ali Al-Salem Al-Sabah, Farwaniya | Kuwait         | 0-1 | 2–2       | Amistoso    |
| 5 | 15 de octubre de 2018    | Universidad Rey Saúd, Riad               | Arabia Saudita | 0-1 | 1–1       | Amistoso    |

## Clubes
| Club                         | País     | Año       | Partidos | Goles |
| ---------------------------- | -------- | --------- | -------- | ----- |
| Al-Shorta S. C.              | Irak     | 2015-2016 | 7        | 1     |
| Al-Kahraba (cedido)          | Irak     | 2016-2017 | 30       | 12    |
| Al-Shorta S. C.              | Irak     | 2017-2019 | 34       | 18    |
| Al-Duhail S. C.              | Catar    | 2019-2020 | 13       | 1     |
| Portimonense S. C. (cedido)  | Portugal | 2020      | 6        | 0     |
| Al-Sailiya S. C. (cedido)    | Catar    | 2020-2021 | 20       | 11    |
| Al-Duhail S. C.              | Catar    | 2021      | 0        | 0     |
| Aris Salónica F. C. (cedido) | Grecia   | 2021-2022 | 3        | 0     |
| Al-Sailiya S. C. (cedido)    | Catar    | 2022-2023 | 2        | 1     |
| Al-Shorta S. C.              | Irak     | 2023-2025 | 42+      | 43    |
| Dibba F. C.                  | EAU      | 2025-     |          |       |

## Palmarés

### Títulos nacionales
| Título                         | Club             | País  | Año  |
| ------------------------------ | ---------------- | ----- | ---- |
| Liga de fútbol de Catar        | Al-Duhail S. C.  | Catar | 2020 |
| Copa de las Estrellas de Catar | Al-Sailiya S. C. | Catar | 2021 |
| Copa QFA                       | Al-Sailiya S. C. | Catar | 2021 |